# Skørsø
Skørsø är en sjö i Danmark. Den ligger 11 km väster om Skive. Skørsø ligger 4 meter över havet.